# Marko Macan
Marko Macan (Dubrovnik, 26 de abril de 1993) é um jogador de polo aquático croata, medalhista olímpico.

## Carreira

### Rio 2016
Macan integrou a equipe medalha de prata nos Jogos do Rio de Janeiro.